# Джонсон, Нил (режиссёр)
Нил Джонсон (англ. Neil Johnson, род. 26 июля 1967, Саутгемптон) — австралийский клипмейкер и кинорежиссёр, родившийся в Великобритании. Режиссировал клипы музыкальных групп U2, Manowar, Cradle of Filth, Cathederal, Gamma Ray, Midnight Oil, Mortification, Pain, Paradise Lost, Rhapsody of Fire, Stryper и многих других. Режиссировал DVD Wacken Open Air в 1999 и 2000 годах. С 2001 года активно сотрудничает с хэви-метал группой Manowar, режиссируя все их видеоклипы и DVD.
Нил является большим поклонником тяжелой музыки, а также был вокалистом групп Screams of Chaos, The Extreme Truth и Godspeed.

## Фильмография
- 1997 — Demons In My Head
- 2000 — To Become One
- 2005 — Battlespace
- 2006 — March of the Nephilim
- 2007 — Bipolar Armageddon
- 2009 — Humanity’s End